# 205
Het jaar 205 is het 5e jaar in de 3e eeuw volgens de christelijke jaartelling.

## Gebeurtenissen

### Italië
- In Rome worden Marcus Aurelius Antoninus Augustus en zijn broer Publius Septimius Geta Caesar, door de Senaat gekozen tot consul van het Imperium Romanum.
- 22 januari - Caracalla beschuldigt zijn gehate schoonvader van een samenzwering tegen de keizer. Hij wordt door de pretoriaanse garde gearresteerd en geëxecuteerd. Plautilla, zijn dochter, wordt naar het eiland Lipari verbannen.

### Afrika
- Keizer Septimius Severus bezoekt Leptis Magna (Libië) en laat de stad met zijn haven herbouwen. De Limes Tripolitanus wordt versterkt en er wordt een heerweg aangelegd die het handelscentrum verbindt, omgeven met een colonnade.

## Religie
- Tegenpaus Hippolytus schrijft "Contra Judaeous", waarin hij stelt dat de Joden hun erbarmelijke situatie aan zichzelf te wijten hebben, doordat zij Jezus hebben afgewezen als Messias.

## Geboren
- Cao Rui, keizer van het koninkrijk Wei (overleden 239)